# Pharol
Pharol, SGPS, S.A. é uma sociedade holding especializada na detenção de participações em empresas que operam nos sectores das telecomunicações. Está cotada na bolsa de valores de Lisboa, onde já integrou até 2022 o seu principal índice, o PSI. Foi o maior accionista da Oi com 27,5% do capital até o plano de recuperação judicial que reduziu sua participação para o entorno de 5%.
Resulta da divisão do grupo Portugal Telecom, SGPS, SA na PT Portugal SGPS, SA - empresa com activos como o MEO - e na PT SGPS, holding financeira. A 29 de Maio de 2015, os acionistas da PT SGPS decidem alterar a denominação para Pharol, SGPS S.A.

## História

### Antecedentes
A empresa inicial de serviços telefónico com comutação manual (Anglo-Portuguese Telephone Company - APT) tinha uma vintena de assinantes, e estava confinada às regiões de Lisboa e Porto (raio de 30 km em torno de Lisboa e de 20 Km em torno do Porto). O serviço telefónico no resto do país era assegurado pela Direcção-Geral dos Correios, Telégrafo e Telefone.[carece de fontes?]
Em 1968 a APT foi nacionalizada tendo sido criada a empresa pública TLP (Telefones de Lisboa e Porto) e a empresa pública CTT (Correios de Portugal) em substituição da antiga Direcção-Geral. A administração das duas empresas era comum tendo como objetivo a sua fusão.[carece de fontes?]
No início dos anos 70 a situação das telecomunicações ainda tinha pontos fracos. Os cabos eram muito sensíveis às intempéries e as poucas centrais automáticas (de tecnologia eletromecânica) necessitavam de grandes melhorias.[carece de fontes?]
Em 1978 os TLP inauguraram a primeira central telefónica parcialmente electrónica, controlada por computador, destinada à distribuição de chamadas regionais (não locais). As centrais manuais foram progressivamente substituídas por centrais automáticas de tecnologia electromecânica com alguma "inteligência" que facilitava em muito a gestão da rede. As centrais automáticas mais antigas e degradadas foram sujeitas a revisões profundas e foram instalados equipamentos automáticos de supervisão que substituíram os testes de rotina manuais. Em colaboração com o INESC, recém criado, foi desenvolvido o DAAC (Sistema Automático de Diagnóstico de Avarias em Centrais), o acesso ao serviço automático internacional foi antecipado, por baixo custo, com a invenção da Rota Pseudo-Alternativa, nos TLP. Em 1985 foi inaugurada a primeira Central Digital.[carece de fontes?]

### Fundação
Na primeira metade da década de 1990 o setor das comunicações em Portugal foi profundamente alterado. Em 1990 o governo autoriza a abertura ao mercado concorrencial dos serviços complementares de telecomunicações. Entre estes serviços está o serviço de telemóvel que até então era prestado pelos Correios e Telecomunicações de Portugal e pelos Telefones de Lisboa e Porto, ambas empresas públicas. Em 1991 o governo autoriza os operadores de serviço público a autonomizar os serviços de complementares e constituir novas empresas de capital aberto. No mesmo ano, os CTT e os TLP autonomizam os respetivos serviços móveis de comunicações, fundindo-os numa nova empresa denominada Telecomunicações Móveis Nacionais (TMN), tendo cada uma metade do capital. Em setembro, o capital da TMN é aberto à Companhia Portuguesa Rádio Marconi.
Em 1992 os CTT foram transformados em sociedade anónima. Em maio foi criada uma holding pública denominada "Comunicações Nacionais, SGPS" para agregar e gerir todas as participações do Estado no setor das comunicações: CTT, Telefones de Lisboa e Porto, Companhia Portuguesa Rádio Marconi e Teledifusora de Portugal.[carece de fontes?]
Em dezembro do mesmo ano, o governo cria uma empresa distinta denominada Telecom Portugal, que passou a gerir as operações de telecomunicações que até então eram asseguradas pelos CTT, passando estes a dedicar-se em exclusivo ao serviço postal. Em 14 de maio de 1994 a Telecom Portugal, os TLP e a Teledifusora de Portugal são fundidos numa única empresa de telecomunicações, denominada Portugal Telecom.

### Privatização
Em 1996, a empresa, até então pública, iniciou um processo para passar para o sector privado e começou a alargar a sua área de intervenção. A privatização da Portugal Telecom decorreu durante mais de dezoito anos e cinco vagas de ofertas públicas de acções. Este processo terminou quando o Estado Português prescindiu das suas 500 acções Golden Share e concedeu o contrato de concessão e da prestação dos demais serviços concessionados em Outubro de 2013, o que permitiu ao estado português lançar o concurso para escolher o novo prestador do serviço universal, cumprir as decisões da união europeia e à Altice Portugal reclamar os custos desta prestação de anos anteriores.[carece de fontes?]
A Portugal Telecom lançou o Mimo, o primeiro pré-pago do Mundo; realizou a primeira vídeo-chamada em Portugal e terceira na Europa; lançou a rede de fibra óptica e o primeiro serviço se televisão interactivo do país, o MEO.[carece de fontes?]
Lançou também uma das primeiras ofertas integradas de fixo e móvel, o M4O, no mundo.[carece de fontes?]
Desde a privatização, cresceu anualmente em média cerca de 11% nas receitas e 37% no lucro líquido. Controlou e geriu no Brasil a Vivo Participações até à venda da sua participação de 50% à Telefónica.
O maior sucesso da Telesp Celular foi o lançamento em abril de 1999 do "Baby", um telemóvel com cartão pré-pago recarregável (tecnologia do MIMO).[carece de fontes?]A PT, até à operação da aquisição pela Altice Group, esteve presente nos mercados de Marrocos, Guiné-Bissau, Cabo Verde, Moçambique, Timor-Leste, Angola, Quénia, China e São Tomé e Príncipe e ainda no Botsuana.
Uma reorganização da empresa efectuada em 1996 levou a que fossem definidas diversas áreas de intervenção: a rede fixa de telefones, a rede de telefones móveis, a televisão por cabo e multimédia, para empresas, a nível internacional, inovação e sistemas de informação.[carece de fontes?]

### Expansão internacional
Em julho de 1998 a Portugal Telecom entrou no mercado brasileiro ao adquirir a Telesp Celular por 3,59 bilhões de reais, após vencer o leilão da privatização da empresa, e em julho de 2000 comprou também no Brasil a Ceterp Celular por 150 milhões de reais.

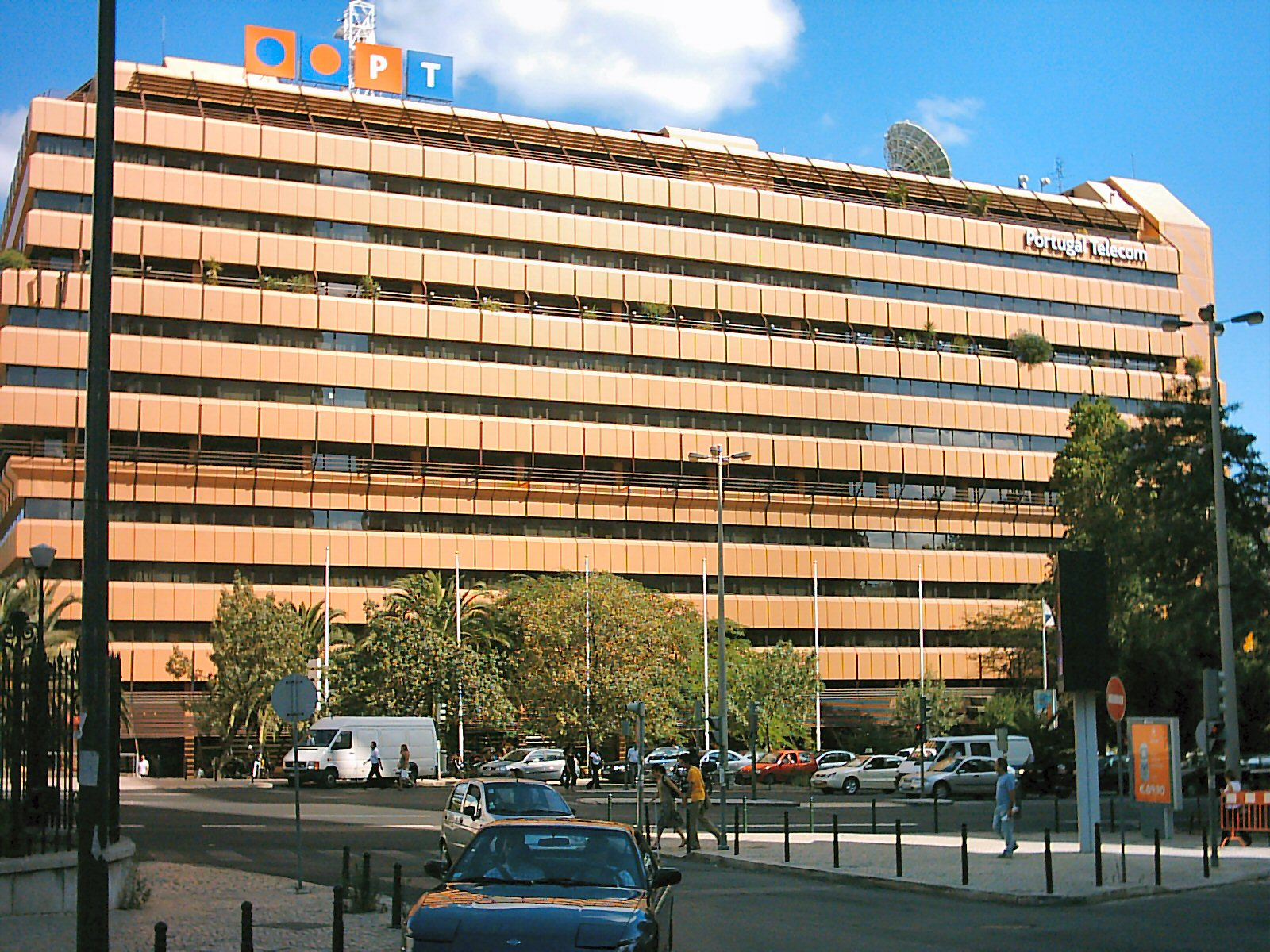
Edifício sede da Portugal Telecom em Lisboa

A TVCABO mudou para a PT Multimédia (PTM) incluindo parte da TELEPAC em julho de 1999 (agora NOS), que operava nas áreas de media, serviços interativos e Internet. Esta empresa chegou a deter cerca de 90% do mercado da televisão por subscrição, seja por cabo ou satélite, que possibilitava o acesso a mais de 50 canais através da TV Cabo.[carece de fontes?] A PTM centralizava as atividades de media e internet, tais como a TV Cabo, PT Conteúdos, Internet, Lusomundo, Páginas amarelas (24,75% de participação), Sportinveste, entre outros.
Em 2007, após uma Oferta Pública de Aquisição, apresentada pela Sonae ao Grupo PT, houve uma cisão (spin-off) entre as duas, tendo a PT Multimedia dado origem à ZON Multimédia. Já em 2013 a ZON fundiu-se com a operadora telefónica do Grupo Sonae (Optimus) tendo dado origem à Zon Optimus. Em Maio de 2014 a Zon Optimus altera a sua denominação, dando origem à NOS.
Entretanto, o Grupo PT, através da Marconi, que participa em 36 cabos submarinos internacionais, disponibilizou uma rede internacional de serviço telefónico, telemática, transmissão TV e Internet. A Marconi tem ainda acesso aos sistemas de satélite Intelsat, Inmarsat e Eutelsat.
Em 2003, a Portugal Telecom (atual Altice Portugal) e a Telefonica formaram uma "joint venture", na altura, a maior operadora de rede móvel do mercado brasileiro e do hemisfério sul, a Vivo com mais de 30 milhões de clientes. A PT porque detinha a Telesp Celular manteve uma posição de peso nesta parceria (50%). Em agosto de 2005 a empresa foi envolvida no escândalo político brasileiro, conhecido como escândalo do mensalão apesar de nunca terem sido apresentadas quaisquer evidências sobre o envolvimento da companhia.[carece de fontes?]
Em 28 de julho de 2010, a Portugal Telecom SGPS perde a gestão da Vivo para a Telefónica devido à compra de 50% da Vivo até então detida pela PT, aprovada em Assembleia Geral por 74% do capital, incluindo os accionistas de referência portugueses. Foi usada pela primeira vez em Portugal uma Golden share, as chamadas ações douradas que permitiam ao governo português o poder de veto num negócio que comprometa o interesse estratégico nacional, apesar do forte apoio dos accionistas para a venda da Vivo e resolução da parceria estratégica com a Telefónica.[carece de fontes?]
No entanto, devido à estratégia de a PT adquirir um posição na Oi, foi permitido deixar o negócio concretizar-se com um negócio que gerou fortes ganhos de capital para a PT, um encaixe de 7,5 mil milhões de euros ficando assim a PT com 22,4% da Oi e aberto o caminho para uma expansão do negócio na América Latina.[carece de fontes?]
O negócio foi inicialmente vetado pelo governo por haver alternativa que garantisse escala para a PT.  Depois da negociação com a Oi, a PT passou a ser uma das suas maiores acionistas.  A venda da Vivo e o investimento na Oi foram anunciados no mesmo dia, 28 de julho de 2010. As bases da parceria com a Oi ficaram claras à partida uma vez que a PT não queria ser um investidor financeiro. A bases da parceria críticas eram: PT iria tomar 22.4% da Oi e a Oi tomaria 10% da PT; Haveria trocas de administradores nos Conselhos de Administração; A PT iria contribuir para a Oi com a sua tecnologia, inovação e gestão através de comités executivos; O investimento da PT seria de até R$8.4 mil milhões e a parceria ficava condicionada à aprovação dos aumentos de capital da Oi e do regulador de telecomunicações brasileiro, Anatel.  A Anatel apenas aprovou a transacção em finais de Outubro e apesar destes atrasos regulatórios a PT e a OI concluíram a parceria em finais de Janeiro de 2011, em linha com as bases que tinham sido anunciadas em finais de Julho de 2010. Este período permitiu também à Portugal Telecom fundir as suas operações de call center no Brasil, Dedic, com a Contax, controlada pelos mesmos accionistas da Oi. Em Outubro de 2013 a PT e a Oi anunciaram a sua fusão.[carece de fontes?]
A 5 de maio de 2014, a Portugal Telecom SGPS transferiu todos os seus ativos para a Oi S.A., incluindo as operações no estrangeiro.

### Fusão com a Oi
Em 2 de outubro de 2013 a Oi e a Portugal Telecom SGPS anunciaram um fusão para criar uma grande multinacional luso-brasileira de telecomunicações e com operações em todos os países que falam a língua portuguesa e com mais de 100 milhões de clientes, com a fusão das duas empresas se cria um nova companhia, com uma estrutura do estilo CorpCo, ainda sem nome oficial anunciado. Esta fusão logrou realizar um aumento de capital superior a R$8 mil milhões mas passou por uma grave crise em razão do investimento que a Portugal Telecom SGPS e a sua subsidiária a 100%, PT Finance BV, fizeram na Rioforte, holding não financeira do Grupo Espírito Santo. A fusão teve um desenlace inesperado e a PT teve de reduzir a sua participação na Oi para acomodar o prejuízo que resultou do investimento de €897 milhões efectuado pela PT SGPS e PT Finance BV na Rio Forte.  Perante esta alteração a estratégia da Oi foi alterada e os negócios de telecomunicações e tecnologia portugueses (PT Portugal) foram vendidos à Altice.
No processo de fusão com a Oi, a Portugal Telecom (PT) investiu quase 900 milhões de euros em papéis da Rioforte, holding do Grupo Espírito Santo, acionista do Banco Espírito Santo. Este investimento teria vencimento em julho de 2014 e provocou uma crise na empresa pelo facto da PT ter assumido essa contribuição junto da Oi e operação não ter sido divulgada pela PT ao mercado. Em razão do default da dívida, a participação da Portugal Telecom na nova empresa foi reduzida para 25,6%. Em janeiro de 2015 a PwC divulgou um relatório indicando que os principais executivos da comissão executiva da PT aprovaram o empréstimo e criticou o trabalho de supervisão dos auditores da PT. Uma das consequências deste escândalo foi a decisão do supervisor do mercado acionário português de suspender a negociação das ações da empresa no dia 9 de janeiro de 2015.
O grupo empresarial antes chamado de Portugal Telecom, SGPS, SA dividiu-se na PT Portugal SGPS, SA - empresa com ativos como MEO - e na PT SGPS, uma holding financeira com 25,6% da Oi e com o investimento de risco avaliado em aproximadamente 900 milhões de euros -, que após 29 de maio de 2015 designa-se de Pharol, com sede no Amoreiras Plaza.

## Estrutura acionista
Atualizado em 24 de Setembto de 2022
| Entidade                 | N.º de ações | % de capital | % Voto |
| ------------------------ | ------------ | ------------ | ------ |
| Telemar Norte Leste S.A. | 89.651.205   | 10,00%       | 10,00% |
| Novo Banco S.A.(a)       | 85.665.125   | 9,56%        | 9,56%  |
| Restantes Acionistas     | 721 195 720  | 80,44%       | -      |